# 岩桦
岩桦（学名：Betula calcicola）是桦木科桦木属的植物，为中国的特有植物。分布在中国大陆的云南、四川等地，生长于海拔2,000米至3,800米的地区，多生长于石山坡或崖壁上的丛林中，目前尚未由人工引种栽培。